# Romulanie
Romulanie – fikcyjna rasa humanoidalna przedstawiona w serialu Star Trek.
Romulanie to rasa posiadająca wspólne korzenie z Wolkanami. Ich ojczystą planetą jest Romulus. Romulanie są założycielami Romulańskiego Imperium Gwiezdnego.

## Początki rasy
Kiedy kilka tysięcy lat temu na Wolkanie wybuchła straszliwa wojna, trwająca setki lat, Wolkanie osiągnęli już poziom rozwoju techniki zbliżony do XX-wiecznej technologii na Ziemi. W wyniku tej wojny populacja Wolkan spadła z trzech miliardów do 200 tysięcy. Wtedy Wolkan imieniem Surak zrozumiał, że jeśli Wolkanie nie przestaną wojować i kierować się tylko emocjami, cała rasa wyginie. Nawoływał do tłumienia emocji i kierowania się logiką. Jednak nie wszyscy zgadzali się z jego naukami, planowano zamachy na jego życie, z których jeden odniósł sukces. Ostatecznie jednak prawie wszyscy przyjęli filozofię Suraka, a sprzeciw został stłumiony.
Inwazja orinońskich piratów i wywołane nią kłopoty spowodowały większą aktywność przeciwników pokojowej filozofii Suraka, jeden z jego uczniów – S’Task stał się ich przywódcą. By nie sprowokować kolejnej wojny, postanowili opuścić planetę Wolkan, odlecieć jak najdalej i znaleźć sobie inny świat. Tak rozpoczęła się historia Romulan.